# Becca di Monciair
De Becca di Monciair (Frans en ambtelijk: Pic de Montchair) is een 3544 meter hoge berg in de Grajische Alpen op de grens van de Italiaanse regio's Aostadal en Piëmont.
De berg, met zijn spitse piramidevormige top, maakt deel uit van het massief van de Gran Paradiso. Samen met de Ciarforon (3640 m) en La Tresenta (3609) ligt hij op de waterscheiding tussen het Valsavarenche en het Valle di Locana.
De beklimming van de Becca di Monciair begint meestal vanuit Pont (1980 m) in het Valdostaanse Valsavarenche-dal. Op de route ligt de berghut Vittorio Emanuele (2750 m) waar vaak overnacht wordt om de lange tocht in tweeën te delen.

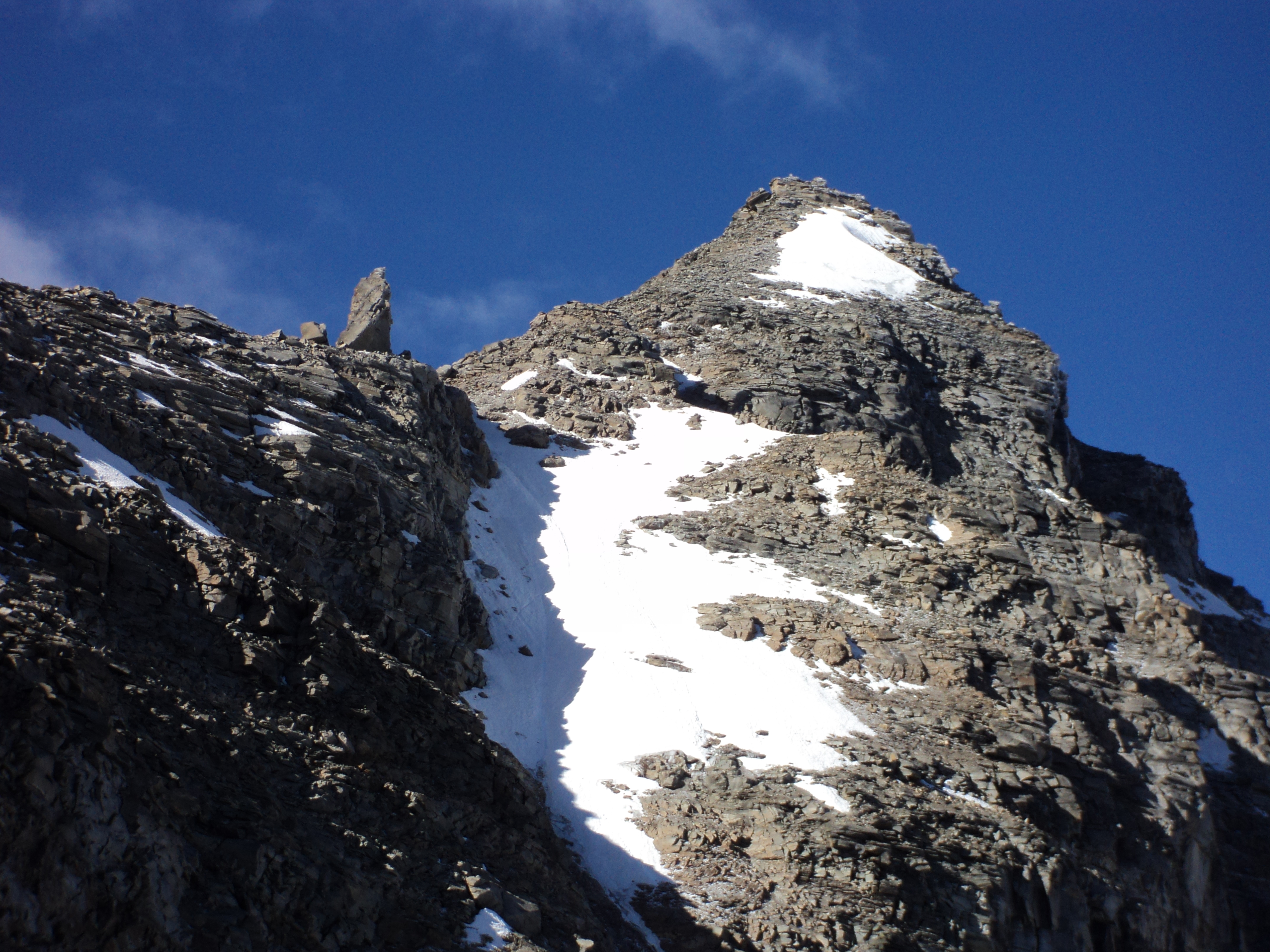
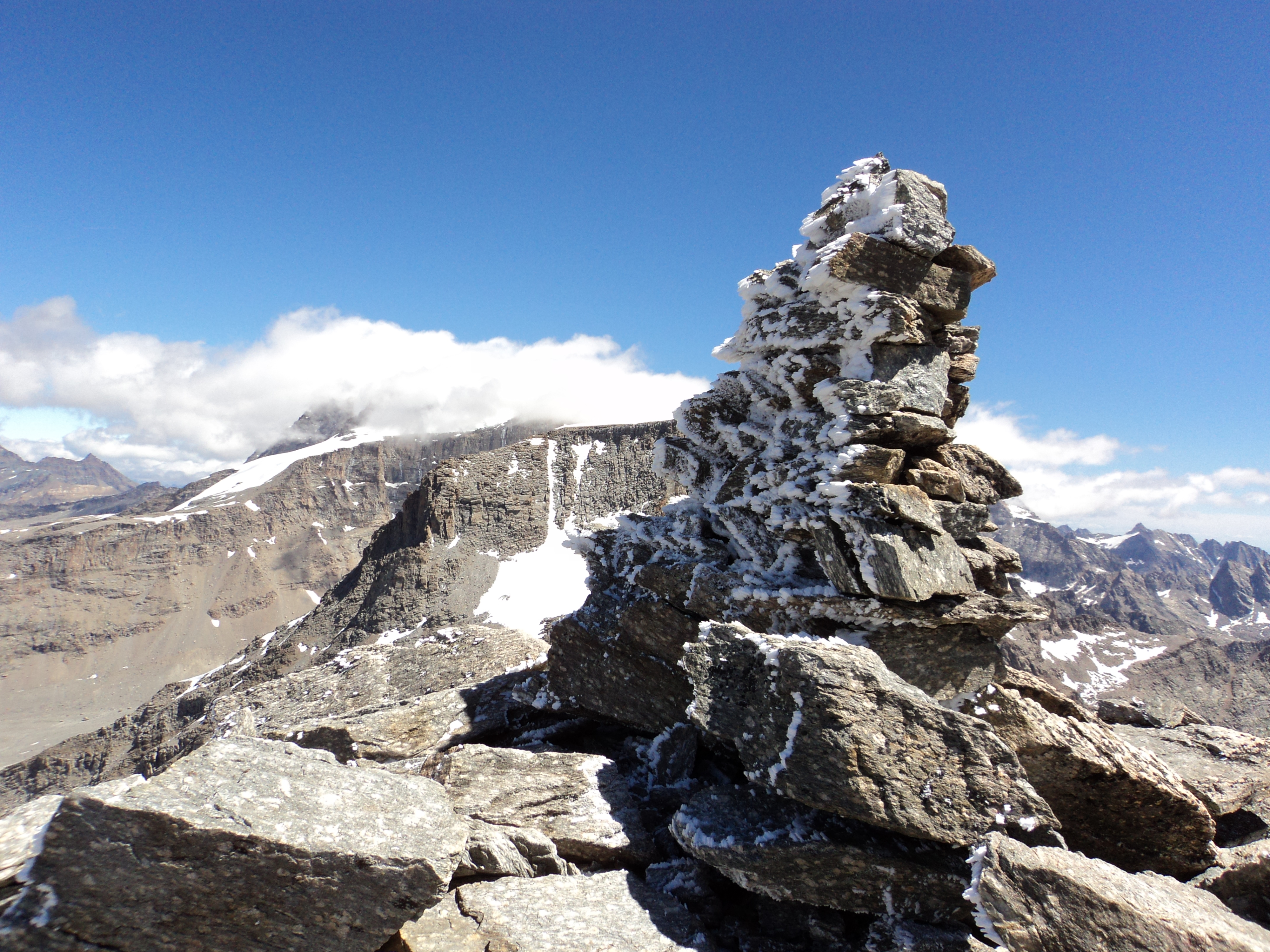